# 75 Mile Beach
La 75 Mile Beach, parfois appelée 70 Mile Beach, est une plage australienne constituant la côte orientale de l'île Fraser, dans le Queensland. Longue, comme son nom l'indique, d'environ 120 kilomètres, cette plage de sable blanc accueille notamment l'embouchure d'Eli Creek et l'épave du liner SS Maheno. Aussi est-elle parcourue, durant la journée, par de nombreux véhicules tout-terrain touristiques. Elle sert également de piste à certains avions de tourisme.